# Ambassade de Tunisie en France
L'ambassade de Tunisie en France est la représentation diplomatique de la République tunisienne auprès de la République française. Elle est située 25 rue Barbet-de-Jouy, dans le 7e arrondissement de Paris, la capitale du pays.

## Bâtiment
Le bâtiment qui abrite l'ambassade est un hôtel particulier acquis par la Tunisie pour 253 millions d'anciens francs.

## Ambassadeurs
Dhia Khaled est désigné ambassadeur de la République tunisienne en France le 5 janvier 2024 puis remet ses lettres de créance le 29 février de la même année. Il est également son délégué permanent auprès de l'Unesco, et son représentant permanent auprès de l'Organisation internationale de la francophonie, dont les sièges sont à Paris.
Les ambassadeurs de Tunisie en France ont été successivement :
| Date de nomination | Date de nomination | Date de remise des lettres de créance | Date de remise des lettres de créance | Ambassadeur               | Photo |
| ------------------ | ------------------ | ------------------------------------- | ------------------------------------- | ------------------------- | ----- |
| 25 juin 1956       | [ JORT 1 ]         | 5 juillet 1956                        | [ JORF 1 ]                            | Hassen Belkhodja          |       |
| 4 mars 1957        | [ JORT 2 ]         | 14 mars 1957                          | [ JORF 2 ]                            | Mohamed Masmoudi          |       |
| 17 octobre 1958    | [ JORT 3 ]         | 7 novembre 1958                       | [ JORF 3 ]                            | Habib Bourguiba Jr.       |       |
| 15 août 1962       | [ JORT 4 ]         | 21 septembre 1962                     | [ JORF 4 ]                            | Sadok Mokaddem            |       |
| 15 février 1965    | [ JORT 5 ]         | 13 février 1965                       | [ JORF 5 ]                            | Mohamed Masmoudi          |       |
| 19 août 1970       | [ JORT 6 ]         | 18 septembre 1970                     | [ JORF 6 ]                            | Béji Caïd Essebsi         |       |
| 28 janvier 1972    | [ JORT 7 ]         | 18 février 1972                       | [ JORF 7 ]                            | Abdesselem Ben Ayed       |       |
| 26 décembre 1973   | [ JORT 8 ]         | 12 décembre 1973                      | [ JORF 8 ]                            | Hédi Mabrouk              |       |
| 6 octobre 1986     | [ JORT 9 ]         | 18 décembre 1986                      | [ JORF 9 ]                            | Mustapha Zaanouni         |       |
| 31 décembre 1987   | [ JORT 10 ]        | 13 janvier 1988                       | [ JORF 10 ]                           | Brahim Turki              |       |
| 15 juillet 1991    | [ JORT 11 ]        | 3 juin 1991                           | [ JORF 11 ]                           | Abdelhamid Escheikh       |       |
| 23 octobre 1996    | [ JORT 12 ]        | 12 novembre 1996                      | [ JORF 12 ]                           | Mongi Bousnina            |       |
| 31 octobre 2001    | [ JORT 13 ]        | 22 octobre 2001                       | [ JORF 13 ]                           | Faïza Kefi                |       |
| 6 octobre 2003     | [ JORT 14 ]        | 4 novembre 2003                       | [ JORF 14 ]                           | Moncer Rouissi            |       |
| 27 août 2005       | [ JORT 15 ]        | 30 septembre 2005                     | [ JORF 15 ]                           | Mohamed Raouf Najar       |       |
| 4 octobre 2012     | [ JORT 16 ]        | 11 juillet 2012                       | [ JORF 16 ]                           | Adel Fekih                |       |
| 14 octobre 2014    | [ JORT 17 ]        | 31 octobre 2014                       | [ JORF 17 ]                           | Mohamed Ali Chihi         |       |
| 1er mars 2017      | [ JORT 18 ]        | 23 février 2017                       | [ JORF 18 ]                           | Abdelaziz Rassâa          |       |
| 23 octobre 2020    | [ JORT 19 ]        | 12 avril 2021                         | [ JORF 19 ]                           | Mohamed Karim El Jamoussi |       |
| 5 janvier 2024     | [ 8 ]              | 29 février 2024                       | [ JORF 20 ]                           | Dhia Khaled               |       |

Entre juillet 1961, date de la crise de Bizerte, et septembre 1962, les relations diplomatiques entre les deux pays sont rompues. Cela explique l'absence d'ambassadeur de Tunisie en France durant cette période.

## Consulats
La Tunisie possède des consulats généraux à Paris, Lyon, Marseille et Nice, et des consulats à Pantin, Grenoble, Strasbourg et Toulouse.

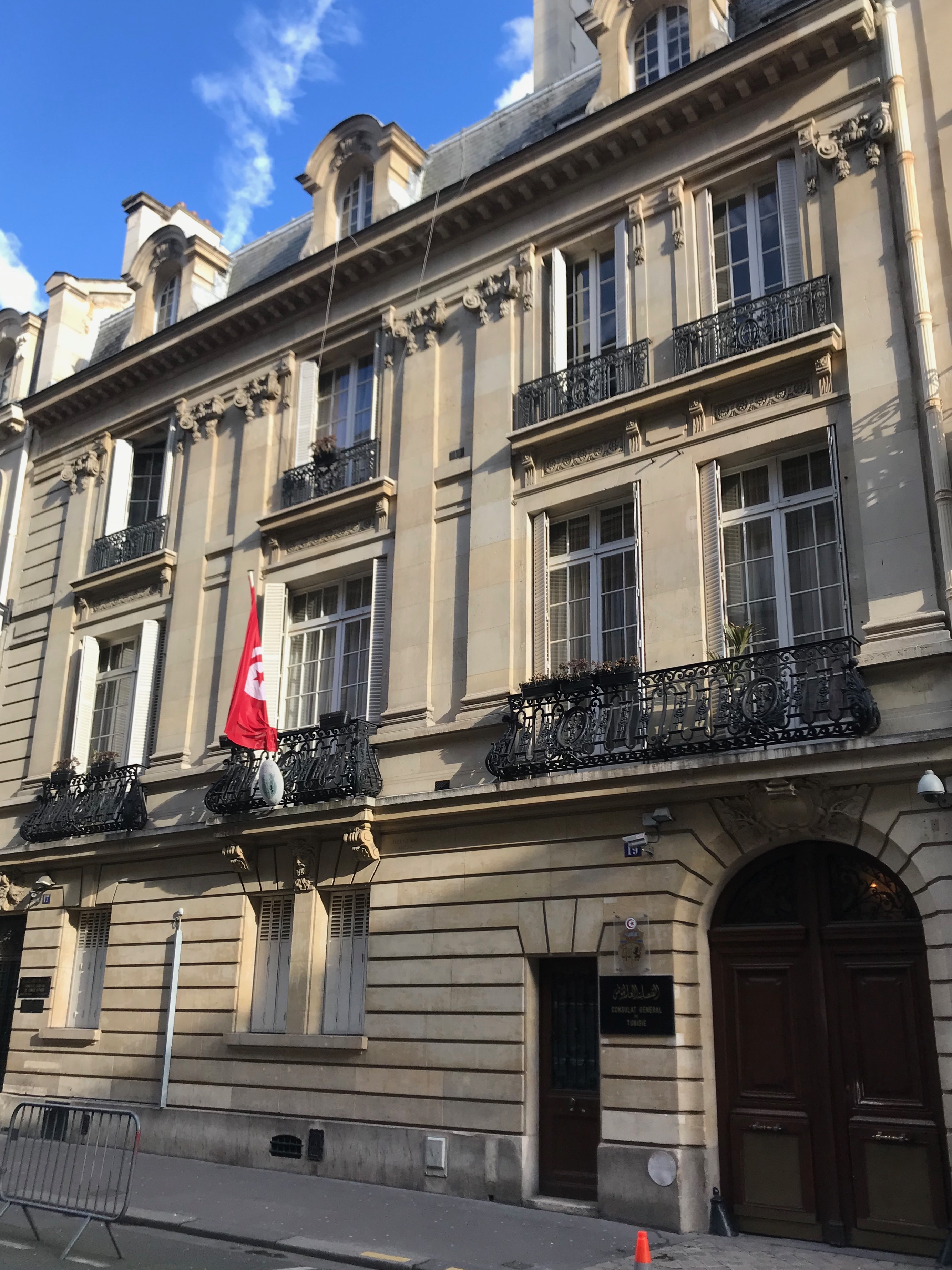
Consulat général de Tunisie à Paris.
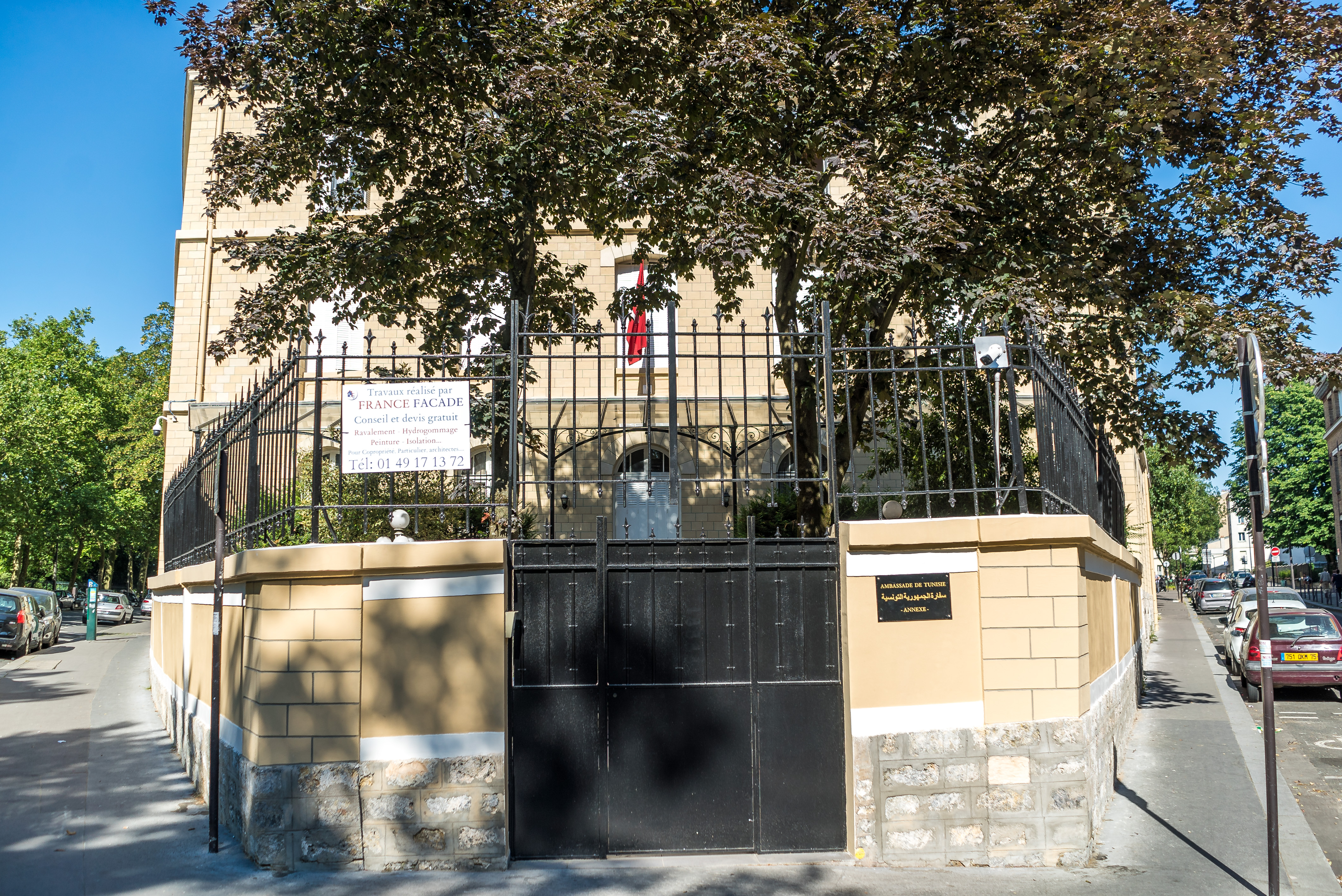
Bâtiment annexe de l'ambassade de Tunisie à Paris (rue du Plateau, 19e arrondissement de Paris).
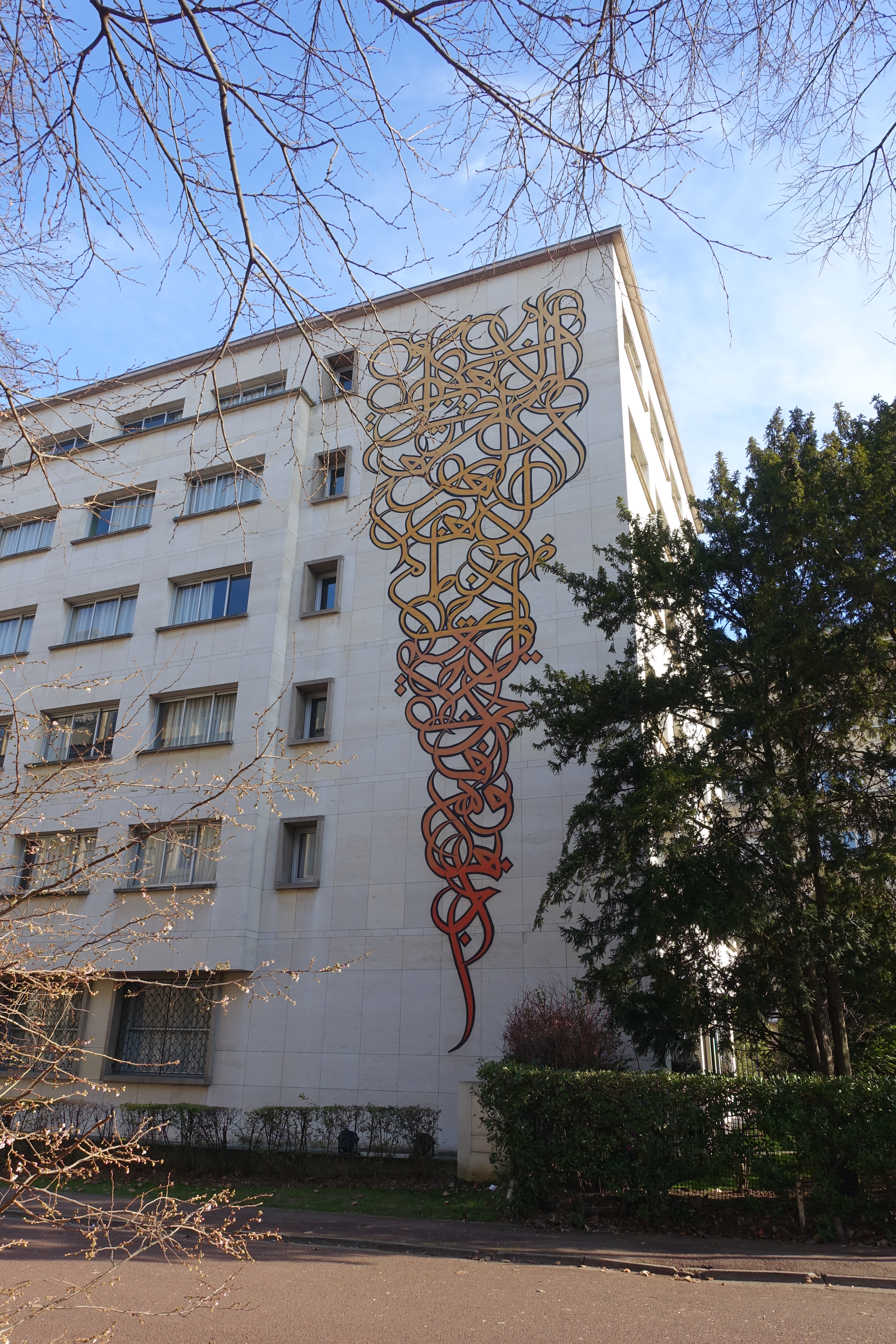
Maison de la Tunisie dans la Cité internationale universitaire de Paris.
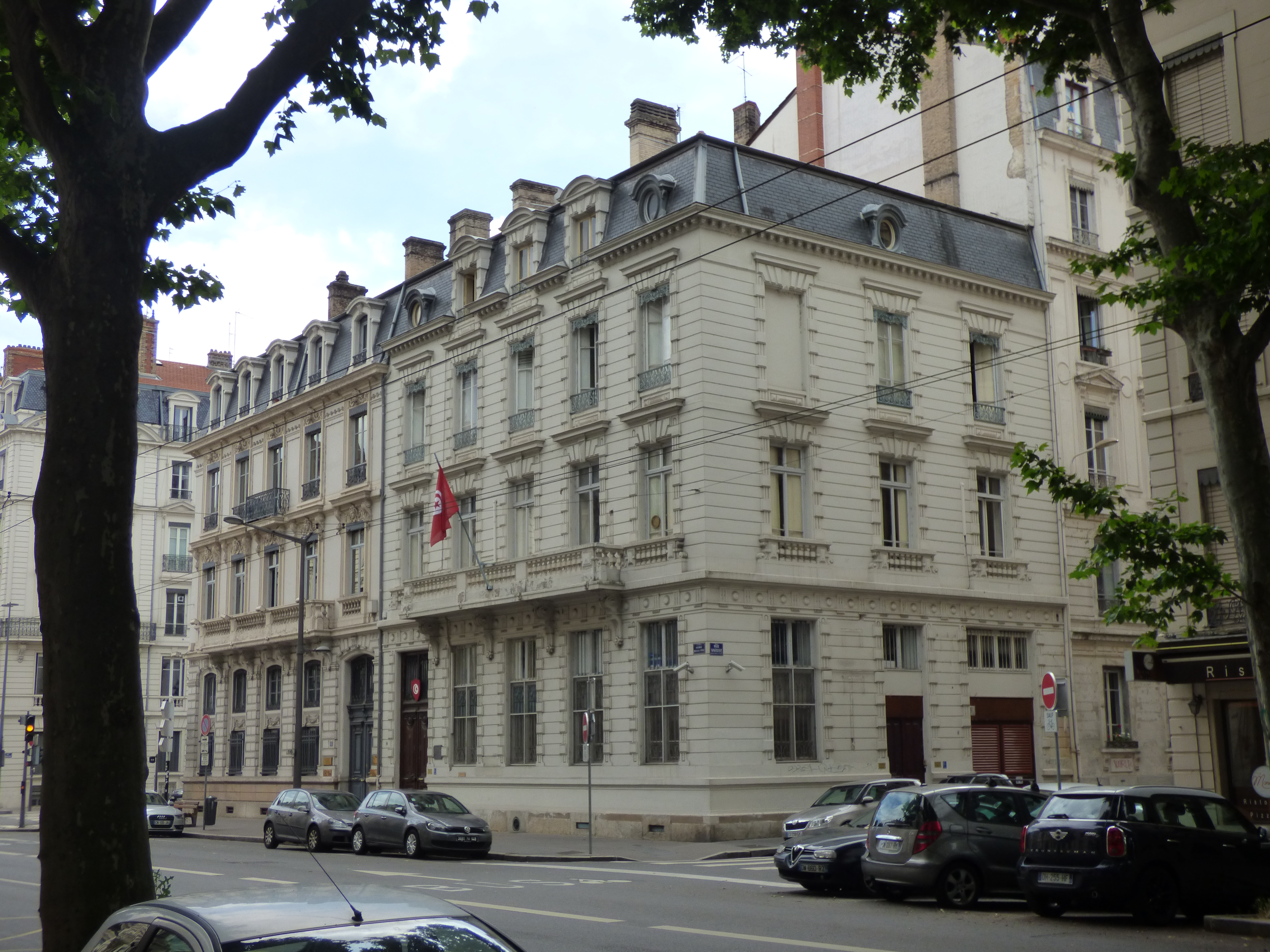
Consulat général de Tunisie à Lyon.
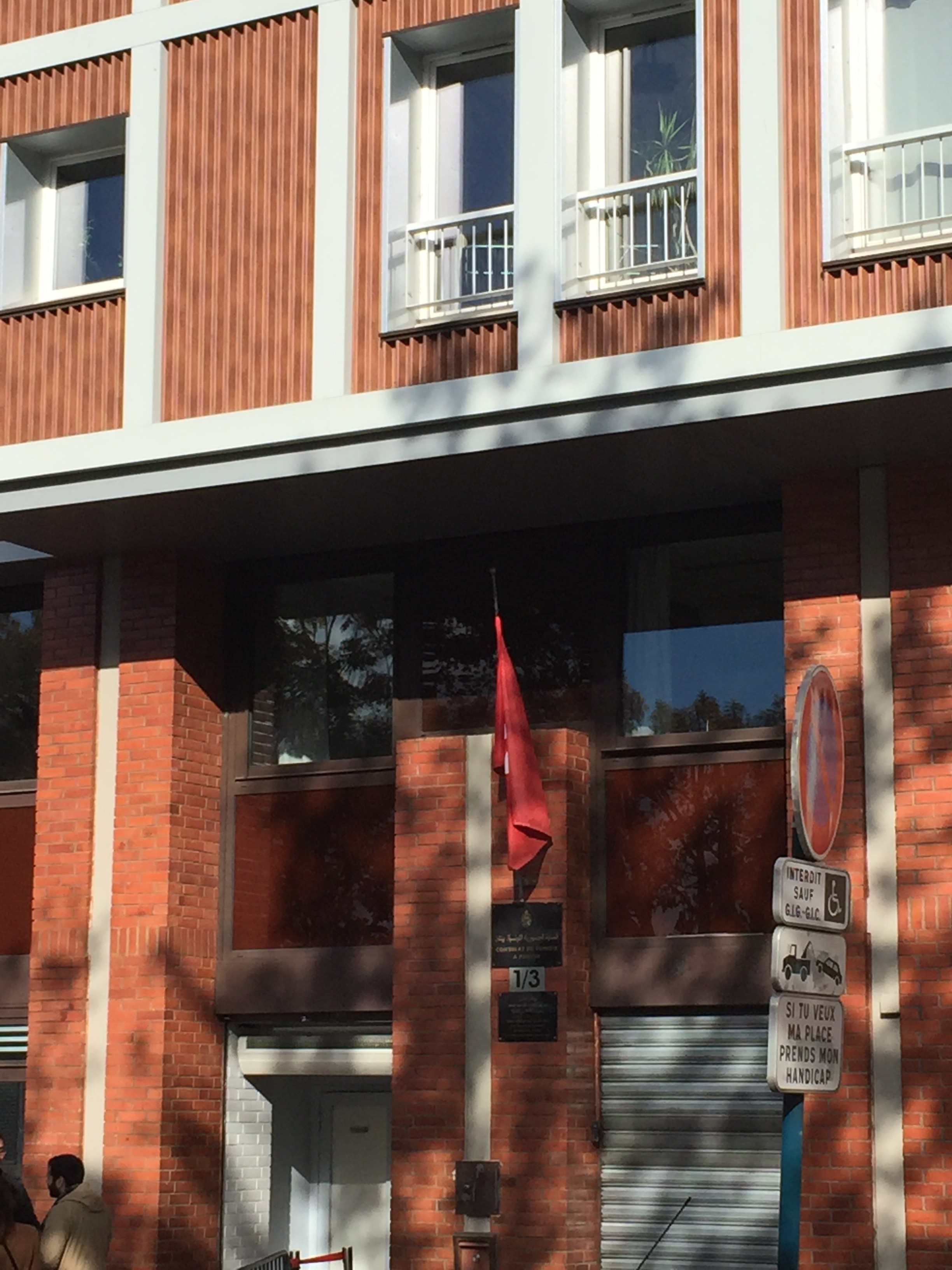
Consulat général de Tunisie à Pantin.